# توماس جفری پایک
توماس جفری پایک (انگلیسی: Thomas Pike; ۲۹ ژوئن ۱۹۰۶ – ۱ ژوئن ۱۹۸۳) فرد نظامی اهل بریتانیا بود. وی همچنین برندهٔ جوایزی همچون نشان حمام، نشان امپراتوری بریتانیا، و مدال صلیب پرواز ممتاز (بریتانیا) شده‌است.